# Acinopterus godoyae
Acinopterus godoyae är en insektsart som beskrevs av Freytag 1993. Acinopterus godoyae ingår i släktet Acinopterus och familjen dvärgstritar. Inga underarter finns listade i Catalogue of Life.